# Södra Larmgatubron

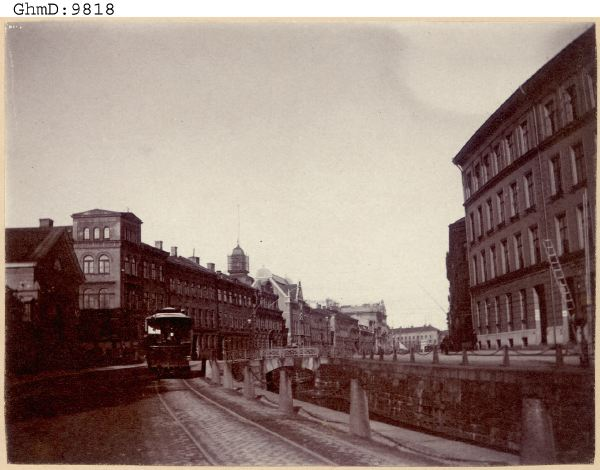
Västra Hamngatan i Göteborg i höjd med Grönsakstorget omkring år 1900. Bron är Södra Larmgatubron.

Södra Larmgatubron var en bro över Västra Hamnkanalen i linje med Södra Larmgatan i Göteborg. Den knöt samman den västra delen av Västra Hamngatan med den östra, fick sitt namn 1883 och raserades i samband med att kanalen fylldes igen år 1905.